# گربه‌ماهی ببری نواری
گربه‌ماهی ببری نواری (نام علمی: Pseudoplatystoma reticulatum) نام یک گونه از سرده گربه‌ماهی‌های ببری است.